# Święte (powiat aleksandrowski)
Święte – wieś w Polsce położona w województwie kujawsko-pomorskim, w powiecie aleksandrowskim, w gminie Koneck.

## Podział administracyjny
W latach 1975–1998 miejscowość należała administracyjnie do województwa włocławskiego. Wieś sołecka – zobacz jednostki pomocnicze gminy Koneck w BIP.

## Historia
Święte folwark, powiat nieszawski, gmina Straszewo, parafia Koneck, odległe 8 wiorst (około 8,5 km) od Nieszawy.
Wiek XVI
Według registru poborowego powiatu brzeskiego z roku 1557, Święte w działach miały kilku dziedziców i tak w części Grabskiego było: 10 łanów, 6 zagrodników, 1 komornik i 2 rzemieślników; Mikołaj Świecki miał 3 łany i 1 zagrodnika; Jakub Nieszczewski 1 łan, Kacper Święcki 2 łany i 2 zagrodników (Pawiński, Wielkp. t.II, s.6).
Wiek XIX
W 1827 r. miały 13 domów i 179 mieszkańców. Na obszarze wsi znajduje się jezioro tej nazwy o powierzchni około 36 mórg (20,2 ha). W roku 1885 było tu 367 mieszkańców. Dobra Święte składały się w 1885 r. z folwarków Święte i Spoczynek, rozległość mórg 1348 (około 754,9 ha): grunty orne i ogrody mórg 793, łąk mórg 126, pastwisk mórg 110, lasu mórg 234, wody mórg 36 i nieużytków mórg 49; budynków murowanych 14 i drewnianych 7. Stosowano płodozmian 7 i 12-polowy, las urządzony. Folwark miał wiatrak i pokłady torfu. Funkcjonowała tu, w roku 1885, fabryczka mączki kartoflanej. Właścicielem dóbr w drugiej połowie XIX wieku (około roku 1882) był Stanisław Dzierzbicki.
Pozostałe wsie folwarczne
- wieś Święte osad 43, mórg 407
- wieś Lewino osad 9, mórg 48
- wieś Spoczynek osad 6, mórg 6
- wieś Umierzyno Żołnowo osad 19,,mórg 624[7]

## Demografia
W roku 1827 miały 179 mieszkańców, a w roku 1885 było ich 367. Według Narodowego Spisu Powszechnego (III 2011 r.) liczyły 100 mieszkańców. Obecnie są trzynastą co do wielkości miejscowością gminy Koneck.